# Una vita per lo Zar (film)
Una vita per lo Zar (Жизнь за царя, Žizn' za carja) è un cortometraggio muto russo del 1911 diretto da Vasilij Gončarov, prodotto e distribuito dalla casa cinematografica italiana Itala Film di Torino.